# 大澤和也
大澤 和也（おおさわ かずや、1997年1月14日 - ）は、愛知県出身の日本のプロゴルファー。

## 経歴
10歳からテレビゲームの影響でゴルフを始め、日本大学を出身する。日本大学では今野大喜と同期。
アマチュア時代には2016年、2017年の愛知県アマチュアゴルフ選手権を連覇。2016年文部科学大臣杯争奪全日本大学・高等学校ゴルフ対抗戦優勝。2017年の日本アマでは今野らを抑えて優勝、2017年・2018年を連続でトップ杯東海クラシックでローアマとなる。さらには2017年・2018年とナショナルチーム選抜となり、2018年に金谷拓実と組んでボナラックトロフィー アジア太平洋選抜vsヨーロッパ選抜で団体優勝し、同年金谷拓実、米澤蓮、今野大喜とのチームで挑んだ第18回ネイバーズトロフィーチーム選手権では日本チームに初の2連覇をもたらす。
2018年12月3日、ツアープレーヤーに転向する。